# 햄프턴 호스
햄프턴 호스(Hampton Hawes, 1928년 11월 13일 ~ 1977년 5월 22일)는 미국의 재즈 피아노 연주자다.

## 생애
호스는 1928년 11월 13일 캘리포니아주 로스앤젤레스에서 태어났다. 그의 아버지는 로스앤젤레스에 있는 웨스트민스터 교회의 목사였다. 그의 어머니는 웨스트민스터 성당의 피아니스트였다. 호스가 피아노를 처음 경험한 것은 그녀가 연습하는 동안 어머니의 무릎 위에 앉아 있던 걸음마를 배우는 아이의 경험이었다. 보도에 따르면 그는 세살 때 상당히 복잡한 곡들을 선택할 수 있었다고 한다.